# Preston (nome)
Preston  è un nome proprio di persona inglese maschile.

## Origine e diffusione
Documentato come nome dal XVII secolo riprende l'omonimo cognome inglese, a sua volta tratto da uno dei vari luoghi chiamati Preston: questo è un toponimo di origine inglese antica, composto dai termini prēost ("sacerdote", "prete") e tūn ("città", "villaggio"), e quindi significa "città/villaggio del prete"; il secondo dei due elementi si ritrova anche in altri nomi dall'origine simile, come Clinton, Peyton, Charlton, Milton e vari altri.
Il cognome è portato tra l'altro da una famiglia nobile dei pari d'Irlanda, che detiene il titolo di visconte di Gormanston sin dal Quattrocento.

## Onomastico
Il nome è adespota, ossia privo di santo patrono. Le persone che lo portano possono festeggiare il proprio onomastico il 1º novembre, giorno dedicato alla festa di Ognissanti.

## Persone

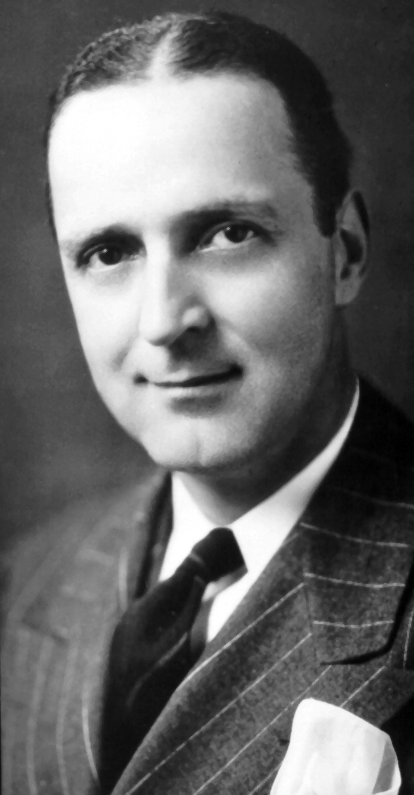
Preston Tucker

- Preston Bailey, attore statunitense
- Preston Brown, giocatore di football americano statunitense
- Preston Burpo, allenatore di calcio ed ex calciatore statunitense
- Preston Foster, attore e cantante statunitense
- Preston Griffall, slittinista statunitense
- Preston Parker, giocatore di football americano statunitense
- Preston Pearson, giocatore di football americano statunitense
- Preston Reed, chitarrista statunitense
- Preston Shumpert, cestista statunitense
- Preston Smith, politico statunitense
- Preston Sturges, sceneggiatore e regista cinematografico statunitense
- Preston Robert Tisch, imprenditore statunitense
- Preston Tucker, ingegnere e imprenditore statunitense

## Il nome nelle arti
- Preston Burke è un personaggio della serie televisiva Grey's Anatomy.